# Adoxophyes horographa
Adoxophyes horographa es una especie de polilla del género Adoxophyes, tribu Archipini, subfamilia Tortricinae.

## Distribución
Se distribuye por Nueva Bretaña.

## Taxonomía
Fue descrita por Meyrick en 1928 y publicada en Exotic Microlepid. 3: 454.